# Batanja
Batanja (mađ. Battonya ) je pogranični gradić na samom jugoistoku Mađarske.
Površine je 145,71 km četvornih.

## Zemljopisni položaj
Nalazi se na jugoistoku Mađarske, blizu granice s Rumunjskom. Južno je grad Pecica u Rumunjskoj, a jugoistočno Arad.

## Upravna organizacija
Upravno pripada mezőkovácsháskoj mikroregiji u Bekeškoj županiji. Poštanski je broj 5830.

## Promet
Do Batonje vodi željeznička pruga, a onda je prekid od par kilometara do rumunjske granice. Pruga se nastavlja prema Pecici i Aradu.

## Stanovništvo
2001. je godine u Batanji živjelo 6872 stanovnika, od kojih su većina Mađari, a ondje žive pripadnici srpske, rumunjske, njemačke, romske i slovačke manjine.
Stanovnike se naziva Batanjcima i Batanjkinjama.